# Laken Tomlinson
Laken Tomlinson (Savanna-la-Mar, Jamaica, 9 de febrero de 1992) es un jugador profesional jamaiquino de fútbol americano que se desempeña en la posición de lineman en New York Jets, equipo de la National Football League (NFL).

## Carrera
Fue seleccionado en la primera ronda en la Reunión Anual de Selección de Jugadores de la NFL de 2015. Hizo su debut profesional con el equipo Detroit Lions, en el cual jugó dos temporadas (2015-2017), después pasó a San Francisco 49ers (2017-2022), luego a New York Jets, donde lleva jugando dos temporadas.